# 威尔士板岩业

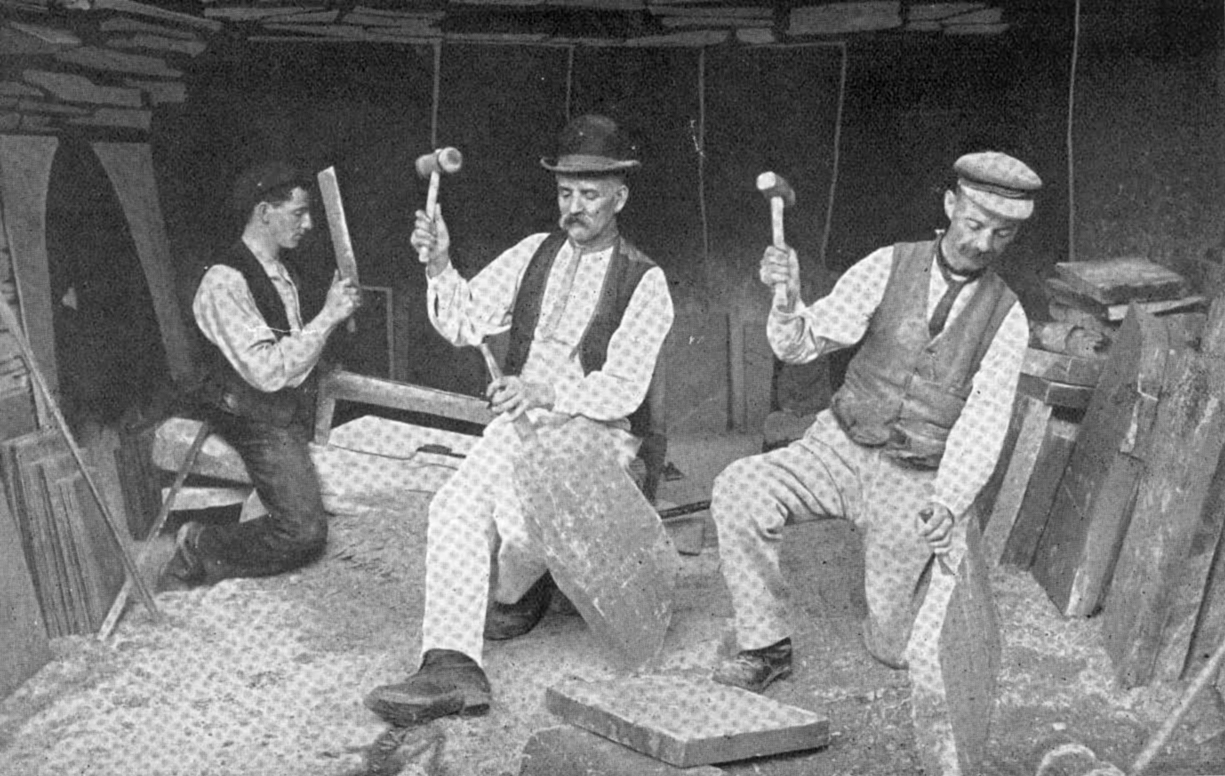
用锤子和凿子劈开板岩需要很高的技巧。这个过程直到20世纪下半叶才机械化。照片中的这些采石工人大约在1910年在迪諾里奇板巖採石場工作

威尔士板岩业自罗马時期就已出現，当时板岩被用来建造堡垒的屋顶。板岩业直到18世纪初才缓慢增长，到19世纪后期開始迅速扩张，当时最重要的板岩产区位於威爾斯西北部，包括贝塞斯达附近的Penrhyn采石场、蘭貝里斯附近的迪諾里奇板巖採石場、Nantlle山谷采石场和Blaenau Ffestiniog。Penrhyn和Dinorwig是世界上最大的两个板岩采石场，Blaenau Ffestiniog的Oakeley矿是世界上最大的板岩矿。
直到18世纪末，石板都是由一群采石工人小规模开采，他们向地主支付特许权使用费，把石板运到港口，然后运到英格兰、爱尔兰，有时也运到法国。後來地主开始自己经营采石场。在1831年政府取消了板岩税后，人們建造了窄轨铁路並将板岩运到港口，从而推动了板岩業的快速發展。
19世纪下半叶，板岩业成為了威尔士西北部的主導產業。1898年，17,000名工人生产了50万吨石板。1900年至1903年期间，Penrhyn采石场发生了一场激烈的勞資纠纷，标志着该行业开始衰落，在第一次世界大战期间，该行业從事的的人数大大减少。大萧条和第二次世界大战导致许多较小的采石场关闭，而来自其他建築材料的竞争，例如平鋪磚瓦的生產，也导致許多较大的采石场在20世纪60年代和70年代逐步关闭。板岩的生产规模继续缩小。
2021年7月，威尔士西北部板岩景观被联合国教科文组织列为世界遗产，而威尔士板岩已被國際地質科學聯盟列为全球石材遺產资源。